# 덴엔초후역
덴엔초후역(일본어: 田園調布駅, でんえんちょうふえき)은 일본 도쿄도 오타구 덴엔초후 3초메에 있는 도쿄 급행 전철의 역이다. 역장 소재역이며, 덴엔초후 관내로서, 당역과 다마가와역 및 도큐 다마가와 선의 누마베 역을 관리하고 있다.

## 역 구조
섬식 승강장 2면 4선의 지하역이다. 외측 2개 선을 도요코 선, 내측 2개 선을 메구로 선이 사용한다. 도요코 선의 요코하마 방면과 메구로 선의 히요시 방면, 도요코 선의 시부야 방향과 메구로 선의 메구로 방향은 동일한 플랫폼에서 환승이 가능하다. 메구로 선 플랫폼에는 스크린도어가 설치되어 있다.

### 타는 곳
| 1 | 도요코 선 | 무사시코스기 · 히요시 · 기쿠나 · 요코하마 방면 미나토미라이 선 직결운행 미나토미라이, 니혼오도리, 모토마치·주카가이 방면 |
| 2 | 메구로 선 | 다마가와 · 무사시코스기 · 히요시 방면 |
| 3 | 메구로 선 | 오오카야마 · 메구로 · 시로카네다이 · 시로카네타카나와 방면 난보쿠 선, 사이타마 고속철도선 직결운행 고마고메, 아카바네이와부치, 우라와미소노 방면 도영 지하철 미타 선 직결운행 미타, 오테마치, 니시타카시마다이라 방면          |
| 4 | 도요코 선 | 지유가오카 · 나카메구로 · 시부야 방면 후쿠토신 선 직결 운행 신주쿠 3초메·이케부쿠로·고타케무카이하라 방면 세이부 선 직결 운행 네리마, 세이부큐조마에, 한노 방면 도부 철도 선 직결 운행 가스미가세키, 가와고에시, 신린코엔 방면 |

## 역 주변
분수를 중심으로 한 서문 로터리, 그곳에서 방사상 및 동심원형 도로가 뻗어있고, 가로수의 은행 나무는 구역사와 함께 널리 알려졌으며 전국의 랜드 마크로 꼽힌다. 상업 시설은 동쪽에 존재한다. 특히 서쪽은 도내에서도 몇 안되는 고급 주택가이다.
- 덴엔초후
- 오타 구립 덴엔초후 초등학교
- 오타 구립 호라이 공원
- 오타 구청 덴엔초후 특별 출장소
- 덴엔초후 역전 우체국

## 역사
- 1923년 3월 11일: 메구로카마타 전철 메구로 역 ~ 마루코 역(현, 누마베 역)간 개통과 동시에 영업 개시. 개업 당시 역명은 조후역으로 구조는 상대식 승강장이었음.
- 1926년 1월 1일: 역명을 덴엔초후역으로 개명함.
- 1927년 8월 28일: 도요코 선 역이 개업하고 동쪽에 메카마 선 전용 승강장이 증설되고 3면 4선의 구조로 됨.
- 1964년 11월: 과선교가 폐지되고 지하도가 완성됨.
- 1990년 9월 4일: 역 지하화로 인하여 구역사 해체.
- 1994년 11월 27일: 메카마 선 승강장 지하화.
- 1995년: 도요코 선 승강장 지하화.
- 2000년: 도요코 선 승강장 지하화.
  - 1월 15일: 구역사를 역사로 사용하지는 않고 역의 상징으로 복원시킴.
  - 8월 6일: 메카마 선이 메구로 선과 도큐 다마가와 선으로 분할되어 메구로 선의 역이 됨.
- 2010년 10월: 도요코 선 승강장 연장 공사 착수.
- 2013년 3월 16일: 도요코 선 승강장 연장부분 사용 개시.

## 사진

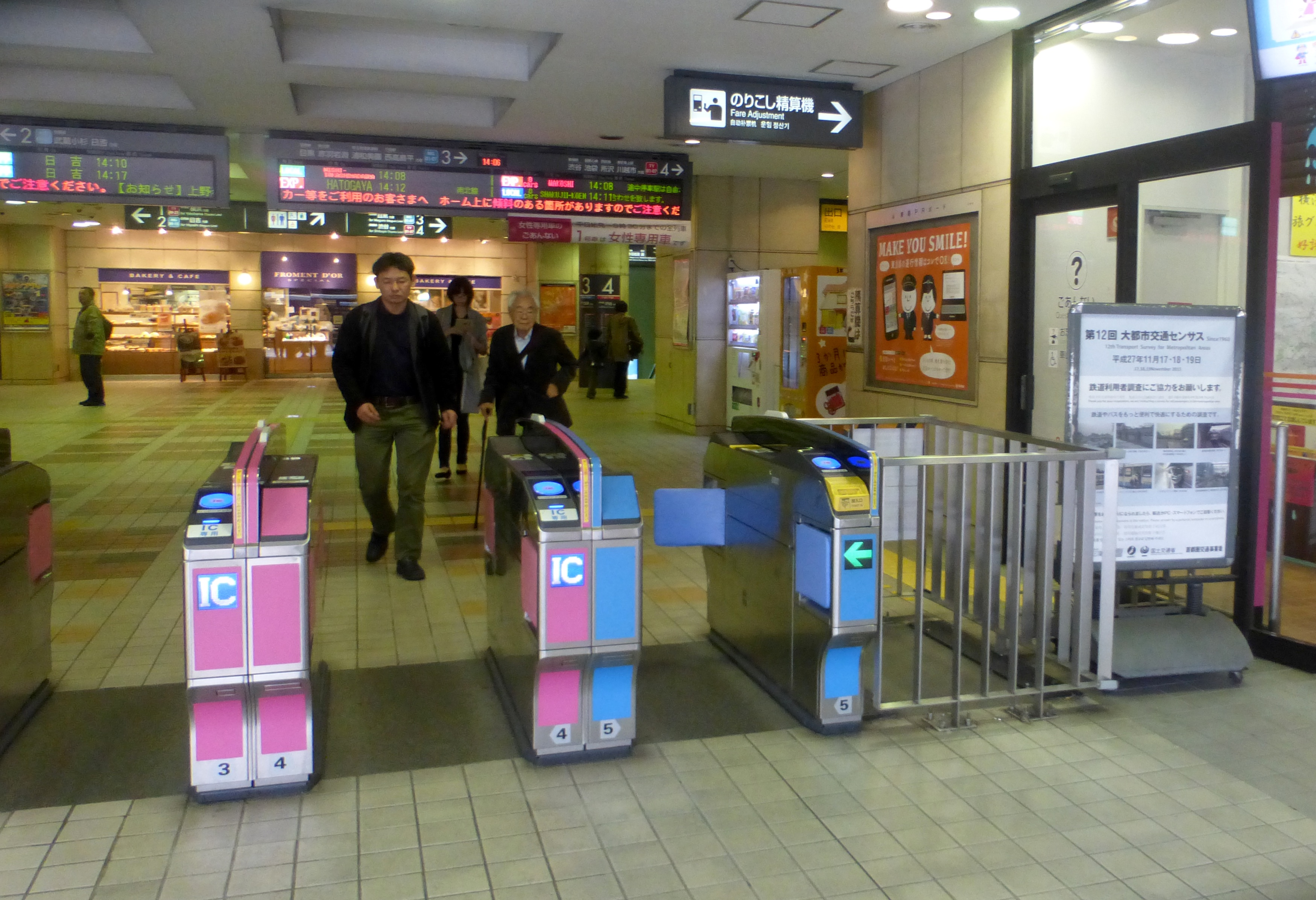
개찰구
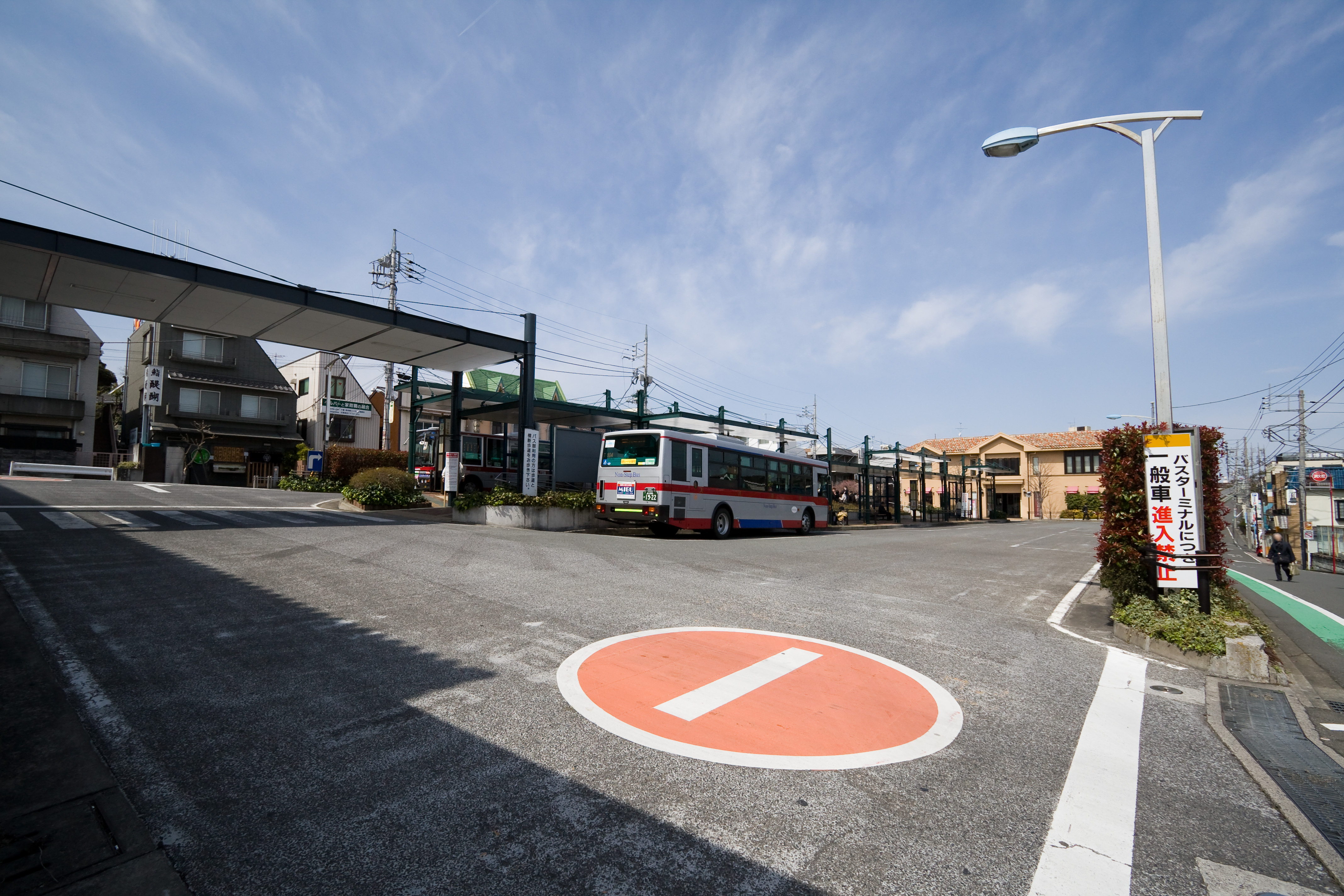
역 버스터미널
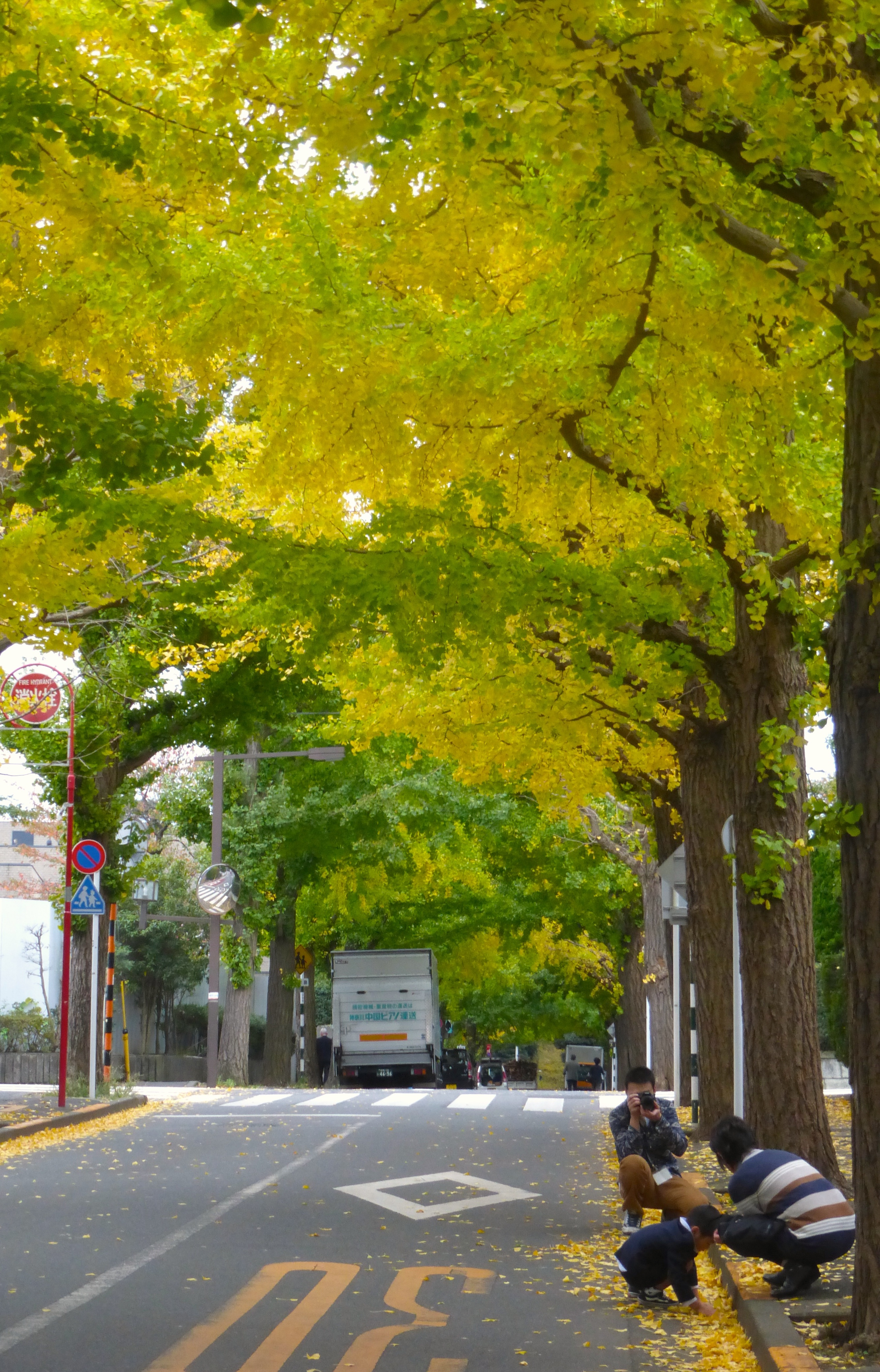
서쪽 출구에서 시작된 방사상 도로의 가로수의 은행 나무는 주변이 고급 주택가로 유명하다.

## 인접역
| 도쿄 급행 전철 도요코 선    | 도쿄 급행 전철 도요코 선 | 도쿄 급행 전철 도요코 선    |
| --------------------------- | ------------------------ | --------------------------- |
| TY07 지유가오카 시부야 방면 | ■ 급행 ■ 각역정차        | 다마가와 TY09 요코하마 방면 |
| 도쿄 급행 전철 메구로 선    |                          |                             |
| MG06 오오카야마 메구로 방면 | ■ 급행                   | 다마가와 MG09 히요시 방면   |
| MG07 오쿠사와 메구로 방면   | ■ 각역정차               | 다마가와 MG09 히요시 방면   |